# クルマバッタモドキ
クルマバッタモドキ（車飛蝗擬、Oedaleus infernalis）は、バッタ目バッタ科の昆虫。背面に1対の白い「く」の模様があり、「X」の形に見える。

## 形態
体長はオス28 - 30ミリメートル、メス45 - 55ミリメートル。
クルマバッタによく似ていることから名づけられたが、やや小型。後ろばねの車状の模様はやや薄い。また、飛ぶときに羽音を立てない。背中の半円状の盛り上がり方が少なく、体の模様もやや異なる。顎が体色と同じ（クルマバッタは青い）のが区別する良いポイント。また後脛節はオスのみ赤い。顔を正面より見たとき、クルマバッタよりやや下膨れになり、複眼は丸みが強く、飛び出ているように見える。また複眼に入る筋模様がよりくっきりしている。
雌雄とも体色は褐色が多いが、クルマバッタほど鮮やかではないものの、緑色の個体もいる。飛翔性はトノサマバッタには及ばないものの、クルマバッタよりも小柄で翅が長い為か、クルマバッタよりも速く長距離を飛ぶ。クルマバッタと違い、後脚と後翅を擦り合わせて発音する事もある。

## 分布
北海道、本州、四国、九州、朝鮮半島。

## 生態
草原性かつ地上性。若い幼虫は草に登ることもあるが大きくなるにつれ地面で生活する。基本的に乾燥した草がまばらな環境を好むが適応力に富み、比較的湿潤な環境にも見いだされる。本来の生息場所である海岸では特に個体数が多いが、攪乱（かくらん）により他のバッタ目昆虫が勢力を弱めたり居なくなってしまったような環境でもたくましく生活する。たとえば、住宅地内の空き地や、墓地内の路肩といった、比較的粗末な環境でも繁殖を繰り返す。そのため近似種クルマバッタよりも遥かに普通に見られる。
孵化は4-6月に掛けて長期間にわたる。そのため羽化もばらつきがあり、早いものは6月、遅いものは9月に入ってから羽化するものさえある。この生育のばらつきは同様に適応力に長ける近似種トノサマバッタの年数回発生するシステムとはまた異なる適応戦略であると考えられる。
オスはメスを見つけるとすぐには背に乗らず、まずメスの機嫌を伺うようにしながら前羽を後ろ足でこすり発音し、メスがそのまま逃げなければ背に飛び乗ることが出来る。交尾する気がないメスは飛んでオスから逃げてしまう。背に乗ってからもしばらくはメスの機嫌を伺い続け、メスに気に入ってもらえた時点でやっと交尾が成立する。オスは腹部をS字状に曲げてメスの腹の先を掴み、交尾が行われる。交尾が済んで卵が成熟したメスは地面を掘り進みながら腹部を普段の２倍以上のばし、産卵する。卵は非常に細かい泡でくるまれており生まれたばかりは白いが固まると薄い赤褐色となる。メスは力つきるまでの3ヶ月間の間、3-6回ほど産卵する。